# ジェラール・ムル
ジェラール・ムル（Gérard Albert Mourou、フランス語: [ʒeʁaʁ muʁu]、1944年6月22日 - ）は、フランスの物理学者。エコール・ポリテクニーク教授。専門はレーザーと電気工学。
2018年10月、チャープパルス増幅法の研究により、アーサー・アシュキン、ドナ・ストリックランドと共にノーベル物理学賞を授賞した。

## 経歴
アルベールヴィル出身。グルノーブル・アルプ大学（Université Grenoble-Alpes）卒業後、1973年、パリ第6大学ピエール・エ・マリ・キュリーでPhDを取得した後、サンディエゴ州立大学で博士研究員となった。エコール・ポリテクニークと国立先端技術学校の応用光学研究所で超高速科学に関する研究グループをまとめていた。
1977年、ロチェスター大学の教授に就き、当時学生であったドナ・ストリックランドと共に同大学のレーザーエネルギー学研究所でチャープパルス増幅法を研究した。
1988年にミシガン大学教授となり、1990年からは超高速光科学センターの創設ディレクターを務めた。2005年から2009年まで、国立先端技術学校の応用光学研究所のディレクターを務めた。

## 受賞歴
科学
- 1995年 - R・W・ウッド賞（アメリカ光学会）[5]
- 1997年 - SPIE Harold E. Edgerton Award[6]
- 1999年 - IEEEデイヴィッド・サーノフ賞
- 2004年 - IEEE LEOS Quantum Electronics Award[7][8]
- 2005年 - ウィリス・ラム賞[9]
- 2009年 - チャールズ・ハード・タウンズ賞（アメリカ光学会）[10]
- 2016年 - フレデリック・アイヴズメダル（アメリカ光学会）
- 2018年 - アーサー・L・ショーロー賞
- 2018年 - ノーベル物理学賞[11]

国家
- 2012年7月14日 レジオンドヌール勲章オフィシエ授与[12]